# Anopheles judithae
Anopheles judithae är en tvåvingeart som beskrevs av Thomas J. Zavortink 1969. Anopheles judithae ingår i släktet Anopheles och familjen stickmyggor. Inga underarter finns listade i Catalogue of Life.